# Velservoetbrug
De Velservoetbrug was een lage draaibrug over het Noordzeekanaal en verbond van 1872-1906 Velsen met Wijkeroog in Noord-Holland.

## Geschiedenis

### Brug
Door de aanleg van het Noordzeekanaal vanaf 1865 door De Amsterdamsche Kanaalmaatschappij zou het dorp Velsen en de oude Rijksstraatweg van Haarlem naar Alkmaar worden doorsneden. In de voorwaarde tot aanleg was bepaald dat er een tolvrij pontveer voor de voetgangers moest komen en voor het overige verkeer een brug naast de Velserspoorbrug. Tijdens de graafwerkzaamheden was een pontveer en brug nog niet mogelijk en verscheen er een noodbrug voor voetgangers en andere verkeersdeelnemers. De naastgelegen enkelsporige spoorbaan werd over een tijdelijke dam gevoerd. Deze noodbrug leidde al snel tot klachten over de veiligheid en de gemeente verzocht om maatregelen te nemen. Intussen vorderden de graafwerkzaamheden en brak het moment aan dat het kanaal gevuld kon worden met water.
In 1870 werd besloten een brug te bouwen voor zowel voetgangers en het overige verkeer vlak bij de bestaande noodbrug waardoor geen nieuwe toegangswegen noodzakelijk waren. De gemeente ging aanvankelijk niet accoord maar na enige druk uit Den Haag toch instemde. Op 4 april 1871 werd met de bouw van de brug begonnen en kon op 21 maart 1872 in gebruik worden genomen. De noodbrug werd op 2 september 1872 gesloten. De kosten van de brug bedroegen ca. 100.000 gulden. De brug werd door de gebruikers zeer gewaardeerd maar door het scheepvaartverkeer echter niet die de brug zagen als een obstakel met een doorgang van slechts 20 meter breed .
De brug verbond het dorp Velsen (sinds 1920 Velsen-Zuid) met Wijkeroog (sinds 1920 Velsen-Noord). De relatief smalle brug bestond uit een vast brugdeel dat aansloot op de zuidoever en een draaibaar deel dat aansloot op de noordoever. De brug was bestemd voor voetgangers, maar ook ander verkeer kon gebruik maken van de brug. In 1896 verscheen op de brug een enkel tramspoor voor de stoomtram Haarlem - Alkmaar. De brug had een draagvermogen tot 10 ton, reden dat de te zware locomotieven van 14 ton geen gebruik mochten maken van de brug, maar werden afgekoppeld en vervangen door een lichtere locomotief.
Door de verbreding van het kanaal vanaf 1900 en de hinder voor de scheepvaart wilde rijkswaterstaat de brug verwijderen. De spoorbrug werd vervangen door een nieuwe hogere brug, maar voor vervanging van de voetbrug ontbraken voldoende financiën. In 1901 stelde rijkswaterstaat omdat de brug te smal was voor al het verkeer op proef twee stoomponten in dienst, de "Velsen" en "Kennemerland", na 1903 verbouwd tot kettingpont. De ponten werden voorzien van een enkel tramspoor en in 1904 ging ook de tram op proef van de pont gebruik maken. Deze proef mislukte echter doordat de pont door het slippen van de ketting soms scheef aanmeerde. De trams bleven daarna zoveel mogelijk van de brug gebruik maken, totdat deze op 18 januari 1906 werd aangevaren en onherstelbaar beschadigd en in 1907 werd gesloopt.

### Ponten
Op de plaats kwam een tweede fuik voor de pont waarvan al het verkeer, ook de stoomtram, gebruik van moest maken. Aanvankelijk mochten alleen de lichtere locomotieven met de pont mee. De pont voer van de Meervlietstraat naar de Wijkermeerweg, maar werd in 1963 ongeveer een kilometer westelijker verplaatst naar het Pontplein op de grens met de grootste kern van de gemeente, IJmuiden, vanwaar naar de Pontweg in Velsen-Noord wordt gevaren.